# Realism magic
Realismul magic este un termen creat de criticul de artă german Franz Roh, pentru a desemna curentul postexpresionist în pictură. În cazul literaturii, termenul se referă, în primul rând, la operele unor scriitori sud-americani precum: Jorge Luis Borges, Gabriel García Márquez, Alejo Carpentier sau Isabel Allende, Augusto Roa Bastos, Adolfo Bioy Casares, Julio Cortázar, Mario Vargas Llosa, dar și la lucrările unor scriitori din alte literaturi, precum cea germană (Günter Grass) ori engleză (John Fowles), ori pe pământ românesc Fănuș Neagu cu realismul drumului Brăilei, ori Eugen Barbu cu Principele; moromețianismul țării interbelice din Moromeții fiind o mostră de premagicism rural român, ca și extinse porțiuni din proza lui Mircea Eliade, Radu Petrescu, I.D. Sârbu or povestirile și romanele lui Mircea Nedelciu, ori magicul erotic din romanul Ușa, ori - mai puțin, politic, homeric - în romanul Bonifacia ale lui Paul Goma, ori autori ignorați de publicul ulterior ca Dumitru Radu Popescu ori Valeriu Anania. Realismul magic în generațiile postșaizeciste a fost preluat ca simplă technică literară și degenerat până azi nemairidicându-se nume de talie mare. Ernest Hemingway e marele magic internațional!
Acest curent artistic realizează o unitate a contrariilor: viață și moarte, trecut precolonial și prezent postindustrial. Sintetizează două perspective, care, în mod obișnuit, sunt antagonice: perspectiva rațională asupra realității și acceptarea supranaturalului ca realitate prozaică. În cadrul acestei orientări literare, descrierile cele mai realiste se împletesc cu elemente fantastice și onirice, cu motive din mituri și din basme.
Luându-ne după Lindsay Moore, caracteristicile realismului magic sunt: caracterul hibrid (urban și rural, occidental și indigen), perspectiva ironică a autorului, reticența auctorială (lipsa unei opinii clare a naratorului în legătură cu caracterul real sau imaginar al evenimentelor relatate).